# CABLES1
CABLES1‏ (Cdk5 and Abl enzyme substrate 1) هوَ بروتين يُشَفر بواسطة جين CABLES1 في الإنسان.